# ②℃-ute神聖なるベストアルバム
『②℃-ute神聖なるベストアルバム』（に・キュートしんせいなるベスト・アルバム）は、℃-uteの2枚目のベスト・アルバム。2012年11月21日にzetimaから発売された。

## 概要
- 『℃-uteなんです!全シングル集めちゃいましたっ!①』以来、約3年ぶりとなるベストアルバム。
- 初回生産限定盤A・B、通常盤の3形態で発売。初回限定盤はCD+DVD、通常盤はCDのみである。通常盤のみトレカサイズメンバーソロ生写真1種（全5種）ランダム封入されている。
- 収録されている全16曲のうち、11曲は現メンバーでの再録音・歌割りの見直しを行った「2012神聖なるVer.」として収録され、さらにこのうちの6曲はリアレンジも行った（℃-ute初のセルフカバー）。また、新曲も1曲収録されている。

## 収録曲
1. まっさらブルージーンズ（2012神聖なるVer.）
（作詞・作曲：つんく、編曲：平田祥一郎）
リアレンジ版。全体的に大幅にリアレンジされている。
2. 即 抱きしめて（2012神聖なるVer.）
（作詞・作曲：つんく、編曲：渡辺泰司）
リアレンジ版。元曲の雰囲気を残したアレンジだが、よりテンポアップしている。
3. 大きな愛でもてなして（2012神聖なるVer.）
（作詞・作曲：つんく、編曲：鈴木裕明、歌：中島早貴・萩原舞）
リアレンジ版。2人歌唱となり、ピコピコ音が強調されたアレンジとなった。
4. わっきゃない(Z)（2012神聖なるVer.）
（作詞・作曲：つんく、編曲：近藤圭一）
リアレンジ版。元曲よりテンポアップしている。
5. 桜チラリ（2012神聖なるVer.）
（作詞・作曲：つんく、編曲：高橋諭一）
本アルバム用に歌割りを変更した再録音版。
6. JUMP（2012神聖なるVer.）
（作詞・作曲：つんく、編曲：山崎淳）
本アルバム用に歌割りを変更した再録音版。
7. 都会っ子 純情（2012神聖なるVer.）
（作詞・作曲：つんく、編曲：平田祥一郎）
本アルバム用に歌割りを変更した再録音版。アレンジは基本的に変わりないが、イントロ部が元曲より長くなり、矢島が担当していたイントロ・アウトロのセリフは萩原が担当する。
8. LALALA 幸せの歌（2012神聖なるVer.）
（作詞・作曲：つんく、編曲：平田祥一郎、歌：矢島舞美・岡井千聖）
本アルバム用に2人歌唱で録音したもの。
9. 涙の色（2012神聖なるVer.）
（作詞・作曲：つんく、編曲：平田祥一郎）
リアレンジ版。全体的に大幅にリアレンジされている。
10. 江戸の手毬唄II（2012神聖なるVer.）
（作詞：吉岡治、作曲：宇崎竜童、編曲：平田祥一郎、歌：鈴木愛理）
リアレンジ版。鈴木のソロ歌唱曲となり、元曲より大幅にテンポアップしている。
11. 青春ソング（2012神聖なるVer.）
（作詞・作曲：つんく、編曲：山崎淳）
元曲は矢島のソロ曲。現在の5人に歌割りを振った再録音版。
12. Danceでバコーン!
（作詞・作曲：つんく、編曲：鈴木俊介）
13th メジャーシングル
13. Kiss me 愛してる
（作詞・作曲：つんく、編曲：平田祥一郎）
15th メジャーシングル
14. 世界一HAPPYな女の子
（作詞・作曲：つんく、編曲：宅見将典）
17th メジャーシングル
15. 君は自転車 私は電車で帰宅
（作詞・作曲：つんく、編曲：山崎淳）
18th メジャーシングル
16. 「大好き」の意味を教えて![3]
（作詞・作曲：つんく、編曲：近藤圭一）
新録曲

初回生産限定盤A付属DVD
1. まっさらブルージーンズ（2012神聖なるVer.）
2. 即 抱きしめて（2012神聖なるVer.）
3. 大きな愛でもてなして（2012神聖なるVer.）
4. わっきゃない(Z)（2012神聖なるVer.）
5. 桜チラリ（2012神聖なるVer.）
6. 都会っ子 純情（2012神聖なるVer.）
7. LALALA 幸せの歌（2012神聖なるVer.）
8. 涙の色（2012神聖なるVer.）
9. 江戸の手毬唄Ⅱ（2012神聖なるVer.)
10. 悲しきヘブン（Music Video）
11. 悲しきヘブン（910 LIVE Ver.）

初回生産限定盤B付属DVD
1. 超ロングインタビュー映像

## クレジット
- Produced by TSUNKU♂
- Director：MASATO YAMAO（TNX）
- Recording Engineers：RYO WAKIZAKA、KAZUMI MATSUI、YUICHI OTSUBO（POPHOLIC）、YUSUKE OGAWA
- Mastering Engineer：MITSUO KOIKE（AST MASTERING STUDIOS）

| 曲名                                        | 参加ミュージシャン                                                                              | Mix Engineer  |
| ------------------------------------------- | ----------------------------------------------------------------------------------------------- | ------------- |
| まっさらブルージーンズ （2012神聖なるVer.） | Programming：SHOICHIRO HIRATA Chorus：CHISATO OKAI、TSUNKU♂、HIROAKI TAKEUCHI、YUICHI TAKAHASHI | KAZUMI MATSUI |
| 即 抱きしめて （2012神聖なるVer.）          | Programming：YASUSHI WATANABE Chorus：AIRI SUZUKI、HIROAKI TAKEUCHI                             | KAZUMI MATSUI |
| 大きな愛でもてなして （2012神聖なるVer.）   | Programming：HIROAKI SUZUKI Chorus：TSUNKU♂、CHINO                                              | KAZUMI MATSUI |
| わっきゃない(Z) （2012神聖なるVer.）        | Programming：KEIICHI KONDO Chorus：TSUNKU♂、HIROAKI TAKEUCHI、MASATO YAMAO                      | RYO WAKIZAKA  |
| 桜チラリ （2012神聖なるVer.）               | Programming&Guitar：YUICHI TAKAHASHI Chorus：ATSUKO INABA Percussion：HIROSHI IIDA              | RYO WAKIZAKA  |
| JUMP （2012神聖なるVer.）                   | Programming&Guitar：JUN YAMAZAKI Guitar：KOH KAMADA Chorus：HIROAKI TAKEUCHI                    | RYO WAKIZAKA  |
| 都会っ子 純情 （2012神聖なるVer.）          | Programming：SHOICHIRO HIRATA Guitar：TORU KINOSHITA Chorus：CHINO                              | RYO WAKIZAKA  |
| LALALA 幸せの歌 （2012神聖なるVer.）        | Programming：SHOICHIRO HIRATA Chorus：HIROAKI TAKEUCHI、TSUNKU♂                                 | RYO WAKIZAKA  |
| 涙の色 （2012神聖なるVer.）                 | Programming：SHOICHIRO HIRATA Chorus：ATSUKO INABA、HIROAKI TAKEUCHI                            | RYO WAKIZAKA  |
| 江戸の手毬唄Ⅱ （2012神聖なるVer.）          | Programming：SHOICHIRO HIRATA Chorus：AIRI SUZUKI                                               | KAZUMI MATSUI |
| 青春ソング （2012神聖なるVer.）             | Programming、Guitar&Bass：JUN YAMAZAKI Chorus：HIROAKI TAKEUCHI Piano：HIROSHI UESUGI           | RYO WAKIZAKA  |
| Danceでバコーン!                            | Programming&Guitar：SHUNSUKE SUZUKI Chorus：CHINO                                               | RYO WAKIZAKA  |
| Kiss me 愛してる                            | Programming：SHOICHIRO HIRATA Chorus：CHISATO OKAI、CHINO                                       | KAZUMI MATSUI |
| 世界一HAPPYな女の子                         | Programming、Guitar&Bass：MASANORI TAKUMI Chorus：CHISATO OKAI、CHINO                           | KAZUMI MATSUI |
| 君は自転車 私は電車で帰宅                   | Programming&Guitar：JUN YAMAZAKI A.Pf：HIROSHI UESUGI Chorus：CHINO                             | RYO WAKIZAKA  |
| 「大好き」の意味を教えて!                   | Programming：KEIICHI KONDO Chorus：CHISATO OKAI、TSUNKU♂、MASATO YAMAO                          | KAZUMI MATSUI |